# Petalidium crispum
Petalidium crispum är en akantusväxtart som beskrevs av Adrianus Dirk Jacob Meeuse och P. G. Meyer. Petalidium crispum ingår i släktet Petalidium och familjen akantusväxter. Inga underarter finns listade i Catalogue of Life.